# Oxipurinol
Oxipurinol (INN, hoặc oxypurinol USAN) là chất ức chế xanthine oxyase. Nó là một chất chuyển hóa hoạt động của allopurinol và nó được loại bỏ hoàn toàn. Trong trường hợp bệnh thận, chất chuyển hóa này sẽ tích lũy đến mức độc hại. Bằng cách ức chế xanthine oxyase, nó làm giảm sản xuất axit uric. Nồng độ axit uric huyết thanh cao có thể dẫn đến bệnh gút, sỏi thận và các tình trạng y tế khác.